# Chrysolampus shurik
Chrysolampus shurik är en stekelart som först beskrevs av Nikolskaja 1952.  Chrysolampus shurik ingår i släktet Chrysolampus, och familjen gropglanssteklar. Arten är reproducerande i Sverige.